# Garfield: Chú mèo siêu quậy
Garfield: Chú mèo siêu quậy là phim chủ đề live-action Garfield 2004. Phim của đạo diễn Tim Hill được sản xuất bởi Davis Entertainment Company cho 20th Century Fox và được công chiếu ở các rạp ở Hoa Kỳ vào ngày 16 tháng 6 năm 2006.